# J/FPS-7

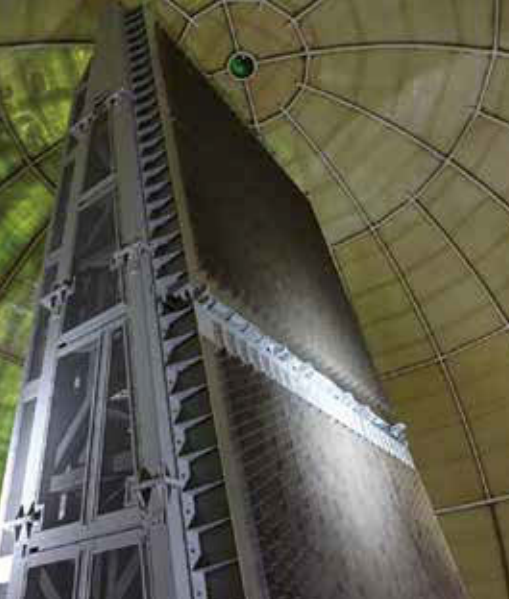

J/FPS-7은 일본의 지상 배치 레이다의 일종이다.

## 이론
J/FPS-5와 J/FPS-7 등의 첨단 일본 탐지 자산을 동원하여 날아오는 미사일을 미리 탐지하고 군함과 패트리엇 등을 동원한 요격 미사일로 일본을 방어한다.

## 배치
- 미시마 분망기지 (제17경계대): 2018년도에 J/FPS- 7 로 갱신.
- 다카하타 야마분툰기지 (제13경계대): 2017년도에 J/FPS-7로 갱신.
- 미야코지마 분둔기지 (제53경계대): 2017년도에 J/FPS-7로 갱신.
- 오키나가 료부섬 분둔기지 (제55경계대): 2015년도에 J/FPS-7로 갱신.
- 카이구리시마 분둔기지 (제19경계대): 2020년도에 J/FPS-7로 갱신.
- 왓카나이 분둔기지 (제18경계대)：2021년도에 J/FPS-7B로 갱신.

## 같이 보기
- J/FPS-5
- J/FPS-3
- 그린파인 레이더
- AN/TPY-2